# Benarkin National Park
Benarkin National Park är en park i Australien. Den ligger i delstaten Queensland, omkring 120 kilometer nordväst om delstatshuvudstaden Brisbane. Benarkin National Park ligger 350 meter över havet.
Runt Benarkin National Park är det mycket glesbefolkat, med 3 invånare per kvadratkilometer.. Närmaste större samhälle är Nanango, omkring 19 kilometer nordväst om Benarkin National Park. 
I omgivningarna runt Benarkin National Park växer huvudsakligen savannskog. Genomsnittlig årsnederbörd är 1 261 millimeter. Den regnigaste månaden är januari, med i genomsnitt 249 mm nederbörd, och den torraste är september, med 31 mm nederbörd.